# Sugar & Spice (filme)
Sugar & Spice (Brasil: Atraídas pelo Perigo ) é um filme de comédia de humor negro estadunidense de 2001, dirigido por Francine McDougall e estrelado por Marley Shelton, Marla Sokoloff, Mena Suvari, James Marsden, e Melissa George. A trama segue um grupo de líderes de torcida do ensino médio que conspiram e cometem um assalto à mão armada quando uma delas fica grávida e desesperada por renda.
O filme recebeu críticas mistas dos críticos. Ele arrecadou um total mundial de US$16.9 milhões, em um orçamento de US$27 milhões.
Foi lançado diretamente em vídeo no Brasil pela PlayArte e chegou a ter seu trailer exibido nos cinemas brasileiros, onde era apresentado com o título
Bad Girls.

## Sinopse
A história é narrada por Lisa Janusch (Marla Sokoloff), a líder de torcida amarga e ciumenta do esquadrão B da Lincoln High School.
Diane Weston (Marley Shelton), a líder de torcida popular do esquadrão A da Lincoln High School, fica grávida do astro de futebol americano Jack Bartlett (James Marsden). Os dois são expulsos da casa dos pais e encontram um apartamento próprio. Jack inicialmente tem problemas para manter um emprego, devido à sua personalidade sem tato, mas finalmente é contratado em uma locadora de vídeo. Apesar de seus problemas com o dinheiro do aluguel, Jack e Diane tentam o máximo possível para sobreviver enquanto vão à escola ao mesmo tempo. Lisa, a amarga rival de Diane, ocasionalmente encontra Jack na loja de aluguel. Ela está interessada em conquistar o coração de Jack, mas não consegue chamar sua atenção.
Depois de lutar com o aluguel e antecipar as dificuldades financeiras de sustentar uma família, Diane e suas quatro colegas de torcida, Kansas Hill (Mena Suvari), Cleo Miller (Melissa George), Lucy Whitmore (Sara Marsh) e Hannah Wald (Rachel Blanchard) , planejam o assalto a banco perfeito. Elas prometem não contarem a Jack sobre seu plano, por causa de sua incapacidade de mentir para os outros.
O esquadrão assiste filmes de assalto para aprender a roubar bancos, e Kansas visita sua mãe na penitenciária feminina para obter dicas sobre onde encontrar armas. Seguindo o conselho das mulheres, Diane e suas amigas visitam um exterminador de insetos, "The Terminator" (W. Earl Brown), que vende armas e munições ilegais. Ele se recusa a vender as armas, a menos que elas aceitem sua filha estranha, Fern Rogers (Alexandra Holden), no esquadrão.
O esquadrão concorda em fazê-lo e elas começam a ensaiar o roubo, bem como a coreografia do baile de inverno. Durante as férias de inverno, elas pedem máscaras para esconder suas identidades. Lucy se retira do assalto porque recebe uma bolsa de estudos em Harvard. No Natal, Diane recebe um anel de noivado de Jack. Ela então descobre que ele vendeu seu GTO para comprar o anel para ela. O esquadrão é forçado a obter um novo veículo de fuga, levando Fern a oferecer a van de trabalho de seu pai com freios sujos.
No primeiro assalto a um supermercado, Lucy retorna ao grupo, que decidiu ajudá-las, afinal. Por acaso, Lisa está na loja no momento do roubo e percebe que elas fazem acrobacias de líder de torcida para encobrir as câmeras de segurança. O esquadrão rouba o banco e chega perto de atirar em um cliente depois que uma das armas dispara. Elas fogem com muito dinheiro e comemoram seu sucesso depois de queimar suas roupas. O assalto é relatado na TV. Nem Diane nem seus amigas esperam que Lisa suspeita delas até que sejam confrontados por ela e pelo esquadrão B no refeitório do ensino médio, seguido pelo FBI.
Diane e suas amigas estão presas e precisam de um álibi, então Diane promete promover Lisa a capitã do esquadrão A, a fim de mantê-la calada, já que ela está se aproximando do terceiro mês de gestação e não pode realizar atividades rigorosas. O grupo está indignado, mas passa a apreciar esta decisão. A fim de encobrir suas ações, Diane diz a Jack que ganhou na loteria e depois que eles têm seus gêmeos, Jack vence sua campanha e a equipe de Diane leva uma vida bem-sucedida após o ensino médio.

## Elenco
- Marla Sokoloff como Lisa "The Informer" Janusch
- Marley Shelton como Diane "The Mastermind" Weston
- Melissa George como Cleo "The Stalker" Miller
- Mena Suvari como Kansas "The Rebel" Hill
- Rachel Blanchard como Hannah "The Virgin" Wald
- Alexandra Holden como Fern "The Terminator" Rogers
- Sara Marsh como Lucy "The Brain" Whitman
- James Marsden como John "Jack" Bartlett
- Sean Young como Sra. Hill
- W. Earl Brown como Hank Rogers
- Adam Busch como garoto geek
- Jake Hoffman como Ted
- Nate Maher como Chris
- David Belenky como Bruce
- Wiley Harker como Diretor Smith
- Kurt Loder como ele mesmo
- Jerry Springer como ele mesmo

## Produção
O filme foi baseado em uma série de roubos cometidos em 1999 por quatro adolescentes da área de Kingwood, em Houston, Texas.  Sokoloff declarou: "Não é o mesmo, é claro, mas não tenho certeza se Sugar & Spice teria sido feito se isso não tivesse acontecido".
O filme foi originalmente intitulado Sugar & Spice & Semi-automatics, mas o título foi alterado e o roteiro foi atenuado após o massacre de Columbine. O filme mudou tanto do original que Lona Williams teve seu nome retirado do filme e a escrita foi creditada ao pseudônimo Mandy Nelson.
O elenco do filme coincidiu com o lançamento de outro filme sobre líderes de torcida, Bring It On. 17 anos depois, Gabrielle Union afirmou que ela e muitas de suas co-estrelas de Bring It On fizeram o teste para Sugar & Spice, com este último visto como o projeto mais desejável.“Bring It On foi o filme de líderes de torcida que foi o prêmio de consolação porque você não conseguiu o filme de líderes de torcida que queria”, disse ela.

## Recepção

### Resposta crítica
No Rotten Tomatoes, ele tem uma taxa de aprovação de 28%, com base em críticas de 75 críticos, com o consenso do site "Embora essa comédia de líder de torcida tenha uma premissa intrigante, ela é muito vazia e cheia de piadas esfarrapadas. Além disso, alguns críticos dizem que o filme é irresponsável na descrição de adolescentes e armas ". No filme Metacritic, o filme tem uma pontuação média ponderada de 48%, com base em críticas de 17 críticos. As audiências consultadas pelo CinemaScore deram ao filme uma nota média de "D +" na escala A+ a F.
Roger Ebert deu ao filme 3 de 4 estrelas e escreveu: "Não é um ótimo filme do ensino médio como Election, mas é vivo, arriscado e atrevido". Brendan Kelly, da Variety, fez uma crítica positiva ao filme, chamando-o: "Um filme pequeno e inteligente, com uma surpreendente vantagem satírica".
Lisa Schwarzbaum, da Entertainment Weekly, deu ao filme uma nota B e escreveu: "É divertido em seu atrevimento pesado".
Peter Travers, da revista Rolling Stone, comparou o filme desfavoravelmente a Bring It On, dizendo que "não estava na mesma liga inteligente" e é fundamental que Suvari seja subutilizada e que as piadas sejam "dispersas na melhor das hipóteses". Bruce Westbrook, do Houston Chronicle, escreveu que "os atores não pareciam preocupados ao adotar uma abordagem cômica do crime entre adolescentes".

### Bilheteria
O filme estreou no 5º lugar nas bilheterias da América do Norte, faturando US$5.891.176 em seu fim de semana de estreia. Ao final de sua exibição, havia arrecadado US$13,305,101 nas bilheterias domésticas e US$16.908.947 em todo o mundo; com base em um orçamento de US$27 milhões, foi um fracasso de bilheteria.

## Trilha sonora
- "Girls" by Lefty
- "Rock and Roll Part 2" por Gary Glitter
- "Blitzkrieg Bop" por The Nutley Brass
- "Glockenpop" por Spiderbait
- "Critical Nature" por The Dragonflies
- "Ready To Go" por Republica
- "Girl Power" por Shampoo
- "Bohemian Like You" por The Dandy Warhols
- "Watch Her Now" por Mark Mothersbaugh
- "She's So Huge" por The Flys
- "Feliz Navidad" por José Feliciano
- "Shazam" por Spiderbait
- "Cannonball" por The Breeders
- "News Flash" por Shampoo
- "B'cos We Rock" por Brassy
- "Pistolero" por Juno Reactor
- "American Girl" por Cindy Alexander
- "Let's Rob A Bank" por Size 14